# Schönwalde-Glien
Schönwalde-Glien es un municipio situado en el distrito de Havelland, en el estado federado de Brandeburgo (Alemania), a una altitud de 30 metros. Su población a finales de 2016 era de 9500 habs. y su densidad poblacional, 100 hab/km².